# Silverpilen (tecknad serie)
Silverpilen (nederländska: Zilverpijl) var en flamländsk västernserie skapad av belgaren Frank Sels. Bland de andra som deltog i arbetet med serien fanns Edgard Gastmans och Karl Verschuere. Serien handlade om en ung kiowahövding och hans vänner, den vite ynglingen Falken och kiowaflickan Månstråle. Tinka är en pumaunge som är en viktig karaktär i serien "Silverpilen". Hon är husdjur till Månstråle, som är Silverpilens syster. Omkring 1970 togs serien över av tyska förläggare och fick på tyska namnet Silberpfeil.
Silverpilen gavs ut som serietidning i Sverige i två omgångar. I första omgången, utgiven av Allers och Semic/Allers, utgavs 120 nummer (plus 7 specialhäften) mellan 1971 och 1975. Den andra omgången publicerades av Allers, 32 nummer (plus 8 specialhäften) mellan 1978 och 1982. Det gavs även ut några serieböcker med Silverpilen under 1984.